# Sigurd Andersson
Karl Sigurd Andersson (Börjelsbyn, 18 de julio de 1926 - Kalix, 5 de febrero de 2009) fue un esquiador de fondo sueco que compitió durante la década de 1950.
Leñador de profesión, ganó su primera medalla de esquí en 1946 en los campeonatos regionales junior. En 1950 acabó tercero en los 15 km del Campeonato Nacional y fue incluido en el equiopo nacional. En los Juegos Olímpicos de Invierno de 1952 de Oslo ganó la medalla de bronce en la prueba de relevos 4x10 km. Formó equipo con sus compatriotas Nils Täpp, Enar Josefsson y Martin Lundström.

## Palmarés internacional
Esquí de fondo
| Juegos Olímpicos de Invierno | Juegos Olímpicos de Invierno | Juegos Olímpicos de Invierno | Juegos Olímpicos de Invierno |
| Año                          | Lugar                        | Medalla                      | Prueba                       |
| ---------------------------- | ---------------------------- | ---------------------------- | ---------------------------- |
| 1952                         | Oslo (Noruega)               | Medalla de bronce            | relevos 4x10km               |